# Seara (Ponte de Lima)
Seara é uma povoação portuguesa sede da Freguesia de Seara do Município de Ponte de Lima, freguesia com 4,00 km² de área e 694 habitantes (censo de 2021), tendo, por isso, uma densidade populacional de 173,5 hab./km².

## Demografia
A população registada nos censos foi:
| Distribuição da População por Grupos Etários | Distribuição da População por Grupos Etários | Distribuição da População por Grupos Etários | Distribuição da População por Grupos Etários | Distribuição da População por Grupos Etários |
| -------------------------------------------- | -------------------------------------------- | -------------------------------------------- | -------------------------------------------- | -------------------------------------------- |
| Ano                                          | 0-14 Anos                                    | 15-24 Anos                                   | 25-64 Anos                                   | > 65 Anos                                    |
| 2001                                         | 133                                          | 115                                          | 360                                          | 75                                           |
| 2011                                         | 122                                          | 96                                           | 409                                          | 87                                           |
| 2021                                         | 101                                          | 74                                           | 406                                          | 113                                          |

## Coletividades
- «Associação Desportiva e Cultural da Seara»
- «Seara Trilhos - Desporto, Lazer e Aventura»